# 桃園市桃園區青溪國民小學
桃園市桃園區青溪國民小學，是台灣桃園市桃園區的一所國民小學，1989年起造，1990年建造完成並開始招生、正式設校，現任校長為徐衍正。該校設有幼兒園（青溪附幼）。
該校被桃園市教育局擇定開辦該市首間創造能力資優班，並和國立台灣師範大學與國立台北教育大學合作設計課程，於2016年起正式向全市國小三、四年級學生招生。國中方面則由位在桃園區的經國國中負責辦理。另外，該校亦設有1間TEAM Model智慧教室，採產學合作模式。此外，該校亦設有中央氣象局地震測報中心的地震測站。

## 班級數
2008年11月時，該校四年級共9班，學生有294人；五年級共10班，學生有311人；六年級共10班，學生則有318人。在4至6年級的學生當中，有471名男生及452名女生，其中有152人曾參加校內的音樂社團、144人曾參加校外的音樂社團。
現有班級數如下：
- 1年級：8班
- 2年級：9班
- 3年級：10班
- 4年級：9班
- 5年級：10班
- 6年級：8班

## 附近環境
青溪國小周圍有中山東路與自強路等主要道路，以及三民運動公園和青溪公園等公園，附近的鎮撫街則有傳統市集、三民路則設有土地公圖書館。

## 公共藝術
青溪國小校園內有多個戶外雕塑作品。下列是該校校園內的戶外雕塑列表：
| 雕塑名稱               | 材質     | 尺寸                          |
| ---------------------- | -------- | ----------------------------- |
| 慈母心                 | 塑膠纖維 | 長150公分X寬150公分X高170公分 |
| 水生植物池噴水景觀雕塑 |          |                               |
| 打陀螺                 | 塑膠纖維 | 長150公分X寬150公分X高170公分 |
| 抓泥鰍                 | 塑膠纖維 | 長150公分X寬150公分X高170公分 |
| 春風化雨               | 塑膠纖維 | 長150公分X寬150公分X高170公分 |
| 祖孫情懷               | 塑膠纖維 | 長150公分X寬150公分X高170公分 |
| 諄諄善誘               | 塑膠纖維 | 長150公分X寬150公分X高170公分 |

## 外部連結
- 青溪國小全球資訊網